# 広島県立尾道特別支援学校
広島県立尾道特別支援学校（ひろしまけんりつ おのみちとくべつしえんがっこう）は、広島県尾道市栗原町にある県立特別支援学校。尾道ろう学校から2007年4月に校名変更。聴覚障害/知的障害のある幼児・児童・生徒が学ぶ。

## 交通
- JR西日本 山陽本線 尾道駅 から中国バスで約20分

JR西日本 山陽新幹線 新尾道駅 からタクシーで約3分、徒歩約15分

## 設置学部
- 幼稚部
- 小学部
- 中学部
- 高等部
  - 普通科
- その他
  - 教育相談

## 沿革
- 1955年（昭和30年）4月1日 - 開校。
- 2007年（平成19年）4月1日 - 学校名を「広島県立尾道ろう学校」から「広島県立尾道特別支援学校」に変更。
- 2010年（平成22年）4月1日 - 知的障害の小学部・中学部を開設。併置校化。
- 2012年（平成24年）4月1日 - 広島県立三原特別支援学校しまなみ分級（因島大浜町）が広島県立尾道特別支援学校しまなみ分校となる。本校側も、知的障害の高等部を開設。